# Свети Димитър (Гореме)
Вижте пояснителната страница за други значения на Свети Димитър.
„Свети Димитър“ е православна църква в светиврачкото село Гореме, България, част от Неврокопската епархия на Българската православна църква. Обявена е за паметник на културата.

## История
Храмът е построен в 1860 година на мястото на параклис от 1804 година.

## Архитектура
В архитектурно отношение е голяма трикорабна базилика с външна галерия от южната и западната страна.
В интериора има ценни касетъчни тавани с две слънца на тавана на централния кораб. Иконостасът е рисуван и частично резбован. Осемте царски и четиринадесетте апостолски икони са рисувани от неизвестен автор в 1869 година и имат оригинална иконография и стил.